# Volksabstimmungen in der Schweiz 1933
Dieser Artikel bietet eine Übersicht der Volksabstimmungen in der Schweiz im Jahr 1933.
In der Schweiz fand auf Bundesebene eine Volksabstimmung statt, im Rahmen eines Urnengangs am 28. Mai. Dabei handelte es sich um ein fakultatives Referendum.

## Abstimmung am 28. Mai 1933

### Ergebnis
| Nr. | Vorlage | Art | Stimm- berechtigte | Abgegebene Stimmen | Beteiligung | Gültige Stimmen | Ja      | Nein    | Ja-Anteil | Nein-Anteil | Stände | Ergebnis |
| --- | --- | --- | ------------------ | ------------------ | ----------- | --------------- | ------- | ------- | --------- | ----------- | ------ | -------- |
| 117 | Bundesgesetz über die vorübergehende Herabsetzung der Besoldungen, Gehälter und Löhne der im Dienste des Bundes stehenden Personen | FR  | 1'154'963          | 929'849            | 80,51 %     | 916'726         | 411'536 | 505'190 | 44,89 %   | 55,11 %     | –      | nein     |

### Herabsetzung der Löhne des Bundespersonals
Die Weltwirtschaftskrise liess die Einnahmen des Bundes einbrechen, andererseits wuchsen die Ausgaben wegen der steigenden Arbeitslosigkeit stark an. Um ein drohendes Staatsdefizit abzuwenden, verordnete der Bundesrat einen strikten Sparkurs, von dem auch das Bundespersonal nicht verschont bleiben sollte. In den Jahren 1934 und 1935 sollten die rund 66'000 Besoldeten der Bundesverwaltung, der Regiebetriebe und der Bundesbahnen auf zehn Prozent ihres Lohnes verzichten, danach sollte eine Kürzung bis maximal 15 Prozent möglich sein. Das Parlament entschärfte die Vorlage und beschränkte die Kürzung auf 7,5 Prozent. Ein linkes und ein rechtes Komitee sammelten daraufhin innerhalb von vier Monaten über 300'000 Unterschriften für ein Referendum, was mehr als einem Viertel aller Stimmberechtigten entsprach. Die Gegner kritisierten die Sparpläne als unvollständig, denn das Volk werde darüber im Unklaren gelassen, ob die Sanierung der Finanzen insgesamt sozial durchgeführt werde. Gemäss der Kaufkrafttheorie ziehe die Kürzung von Löhnen eine Vernichtung von Kaufkraft nach sich, was zu einer weiteren Drosselung der Nachfrage führe. Dies wiederum schädige die mittelständischen Erwerbszweige und münde letztlich in eine immer weiter steigende Arbeitslosigkeit. Auf der anderen Seite warnten die Befürworter vor einer möglichen Deflation und verlangten von den als privilegiert bezeichneten Staatsbeamten ein «Zeichen der Solidarität» mit der gebeutelten Privatwirtschaft und ihren Arbeitskräften, die bereits von schmerzlichen Lohnkürzungen betroffen seien. Die Lohneinbussen seien kleiner als die aufgrund des allgemeinen Preiszerfalls realisierten Kaufkraftgewinne. Mehr als vier Fünftel der Stimmberechtigten beteiligten sich an der Abstimmung und lehnten die Vorlage relativ deutlich ab.